# 빈주 사건
빈주 사건(賓州事件) 또는 빈주현 사건(賓州縣事件)은 1928년 10월 20일 만주 빈주 현(賓州縣, 오늘날의 중화인민공화국 헤이룽장성 하얼빈시 빈현)에서 한국독립군의 군정부들 중 하나인 신민부가 한국계 주민 4-50명을 살상한 사건이다.
1927년 2월경부터 신민부 내부에서는 한인 이주민의 교육 문제 등에 집중하려는 민정파와 군사유일주의 노선을 부르짖은 군정파로 갈라졌다. 군정파는 보안대를 보내 의무금을 징수하고 납부 거부자에게 무력 대응을 하였다. 빈주 현 주민들이 세금을 더 이상 내지 않기로 하고 신민부 보안대가 들이닥칠 경우 어떻게 자위책을 마련할 것인지 대책회의를 마련했다가, 1928년 10월 20일 보안대 대원 이백호 등에 의해 회의 참여자 유연동, 김봉진, 김유문, 장문숙 등이 사살되었다. 이 사건으로 인해 재만 한인 사회에서 신민부와 그 지도자 김좌진의 평가는 추락했다.

## 개요
신민부는 "군자금" 명목으로 재만 한인들에게 군정부에게 납부하는 "세금"을 수취해왔다. 만주로 이주해 온 한국인들은 대부분 가난했기에 중국인 지주에게 내는 지대와 신민부에게 내는 세금을 모두 감당하기가 힘들었다. 하지만 신민부는 세금을 납부하지 못하는 민중들을 "의단분자"라며 "보안대"를 시켜 처벌을 했다. 북간도의 영안현의 입적간민호회 같은 사회주의 단체는 신민부에 세금을 내지 않으며 저항했고, 그 과정에서 간민호회 지도자 구영필이 일제 밀정이라는 누명을 쓰고 신민부에게 암살당하기도 했다.
이런 상황에서 1927년 2월 일본군이 석두하자(石頭河子)의 신민부 본부를 타격하여 김혁, 유정근 등이 체포되면서 신민부는 세력이 약화되었고, 향후 대책 논의에서 무장 투쟁 지속을 주장하는 "군정파"와 민중 자치를 주장하는 "민정파"로 분열되었다. 군정파는 김좌진을 위원장으로 하는 지도부를 독자적으로 꾸렸고, 민정파는 민정파대로 고려국민당을 창당해 따로 놀기 시작했다. 군정파는 무장투쟁을 주장했던 만큼 세금 수취를 계속했다. 1928년 10월 20일 이백호 등 보안대 대원은 빈주 일대에서 군자금을 모집하고 있었다. 참다 못한 빈주현 주민들이 세금을 더 이상 내지 않기로 하고 신민부 보안대가 들이닥칠 경우 어떻게 자위책을 마련할 것인지 대책회의를 마련했다.
그러나 이 정보를 포착한 보안대원 이백호 등 수 명이 빈주를 습격, 회의장에 총기를 난사했다. 회의 개최자 황혁을 비롯해 유연동, 김봉진 등은 즉사하고 윤필한, 김유문, 장문숙 등은 중상을 입었으며 나머지 주민들도 경상을 입었다.
이 사건으로 인해 재만 한인 사회에서 신민부와 그 지도자 김좌진의 평가는 추락했다. 11월 하순 북간도 영안현에서 최경한 등의 주도로 개최된 "북만주민대회"에서 6개 현 16지역의 한국인들이 모였다. 대회 참여자들은 김좌진의 죄악을 열거하고 사형을 선고했다. 궐석재판으로 사형이 선고된 김좌진은 1930년 1월 사회주의자 박상실에게 암살되었다. 조선총독부 경무국이 일본 본국에 보낸 1930년 2월 27일자 보고서에서는 빈주 사건 피해자 유족들이 재중청년동맹과 함께 김좌진의 살해를 계속 계획했다고 기록되어 있다.

## 같이 보기
- 신민부
- 하얼빈
- 군자금

## 참고 문헌
- 이현주, 『한국독립운동의 역사 제47권 1920년대 재중항일세력의 통일운동』, 한국독립운동사편찬위원회, 2009, 232-233쪽
- 채영국, 『한국독립운동의 역사 제50권 1920년대 후반 만주지역 항일무장투쟁』, 한국독립운동사편찬위원회, 2007, 282쪽
- 빈주 사건[깨진 링크(과거 내용 찾기)] - 세계한민족문화대전(중국편)